# VoXXclub
voXXclub (auch als Voxxclub bekannt) ist eine Band der volkstümlichen Schlagermusik.

## Geschichte
Die Gruppe wurde 2012 in München von Martin Simma, der gleichzeitig das Management übernahm, zusammen mit den Studenten Michael Hartinger, Korbinian Arendt, Christian Schild, Florian Claus, Stefan Raaflaub und Julian David gegründet. Die Bandmitglieder kommen aus Deutschland, Österreich und der Schweiz. Die Gruppe wurde insbesondere durch zwei Musikvideos bekannt, welche sie als angebliche Flashmobs inszenierte, in denen die Band mit einer neu produzierten Version des Liedes Rock mi (im Original von den Alpenrebellen) auftrat.
Als Kritikpunkt wurde wiederholt angeführt, dass es sich bei Voxxclub nur um eine weitere Retortenband handeln würde. Diese Einschätzung wurde u. a. dadurch verstärkt, dass die Gruppe in ihren Auftritten zwar in Lederhosen und mit einem scheinbar alpenländischen Musikstil auftritt, die Bandmitglieder aber z. B. aus Mannheim (Julian David) oder Mainz (Florian Claus) stammen. Auch die anderen Musiker standen vor ihrem Engagement bei Voxxclub vorrangig als Schauspieler bzw. Musical-Darsteller auf der Bühne.

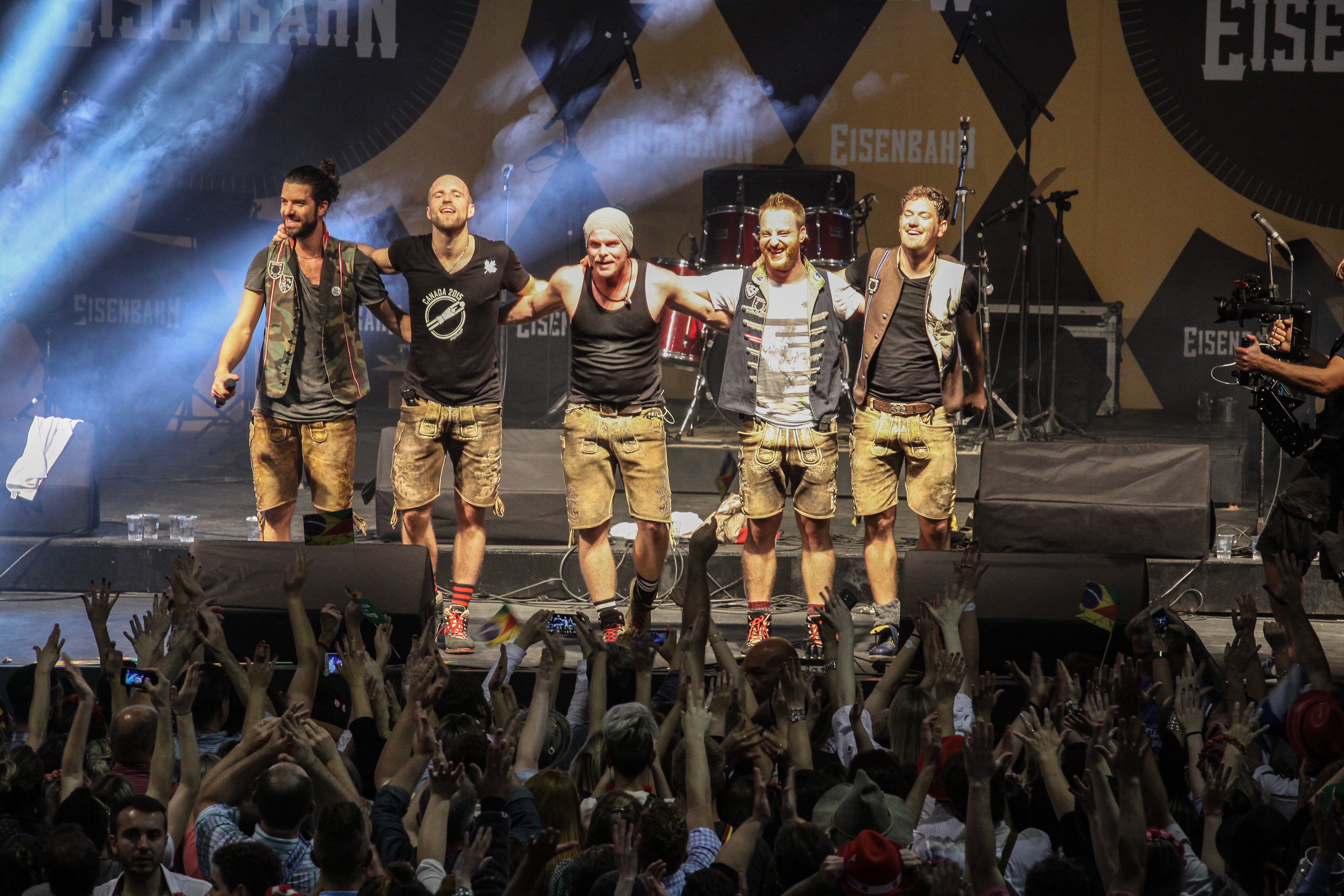
Voxxclub

Das Debütalbum Alpin erschien im März 2013 und erreichte in Deutschland und Österreich die Top 30, in denen es sich mehrere Wochen hielt. In der Schweiz erreichte es für zwei Wochen die Top 50. Die Single Rock mi erreichte sowohl in Deutschland und Österreich den 44. Platz und hielt sich in Deutschland zehn Wochen, in Österreich sieben Wochen in den Charts. Zum Oktoberfest wurde das Album mit fünf zusätzlichen Liedern wiederveröffentlicht und kehrte ebenso wie die Single in die Charts zurück. Der Titel Rock mi wurde in der Interpretation von Voxxclub zu einem Wiesn-Hit auf dem Oktoberfest.
2014 wurde Voxxclub für einen ECHO in der Kategorie „Volkstümliche Musik“ nominiert, den ECHO 2014 in dieser Kategorie erhielt jedoch Santiano.
Im selben Jahr veröffentlichte die Gruppe das in Hamburg mit Roland Spremberg produzierte Album Ziwui. Der Titel des Albums geht auf das Tiroler Volkslied Ziwui, Ziwui („Das Lied der Vogelfänger“, auch „Höttinger Vogelfängerlied“ genannt) zurück, ist aber, bis auf den Namen, eine komplette Neukomposition.
Voxxclub war 2014 auf Solotournee in Deutschland, Österreich und Schweiz und waren im gleichen Jahr auf der „Fest der Feste“-Tournee.
Am 4. Mai 2015 gaben die Mitglieder über ihre Facebookseite bekannt, dass Julian David die Band verlässt und sie zu fünft weitermachen werden. Im Mai 2015 nahm Voxxclub mit Nadine Angerer, Torhüterin der deutschen Fußballnationalmannschaft und ehemalige Weltfußballerin, den Song So wie heut zur Fußball-Weltmeisterschaft der Frauen 2015 auf. 2015 waren Voxxclub wiederum Gäste bei der Tournee „Fest der Feste – Die Party geht weiter“.
2015 wurde Voxxclub für das Album Ziwui für einen ECHO in der Kategorie „Volkstümliche Musik“ nominiert.
Im Februar 2016 erschien das dritte Album Geiles Himmelblau. Voxxclub gingen auf Solotournee in Deutschland, Österreich und Schweiz und veröffentlichten die dabei entstandene DVD Geiles Himmelblau – Live.
2017 wurde Voxxclub zum dritten Mal für den ECHO in der Kategorie „Volkstümliche Musik“ nominiert. Von März bis Mai 2017 war Voxxclub zu Gast bei der Tournee „Das große Schlagerfest“ in Deutschland und Österreich.
Am 22. Februar 2018 nahm die Band am deutschen Vorentscheid zum Eurovision Song Contest 2018 teil.
Die Gruppe unternahm von April bis November 2018 ihre dritte Solotournee mit dem Titel „Donnawedda Tour“, benannt nach ihrem gleichnamigen Album. Auch für dieses Album wurde die Band für einen ECHO in der Kategorie „Volkstümliche Musik“ nominiert.
2019 begleiteten sie Florian Silbereisen auf seiner Tour „Das große Schlagerfest“ und gewannen den Smago-Award als „erfolgreichste junge Volksmusikband 2018“.
Im Jahr 2020 veröffentlichte Voxxclub ihr fünftes Studioalbum Wieder Dahoam und startete ihre vierte Solotournee.  Die die Solotournee musste jedoch aufgrund der Bestimmungen zu Corona nach dem ersten Auftritt abgesagt werden. Trotz der Herausforderungen durch die Corona-Pandemie organisierte die Band kleinere Auftritte im Freien, darunter eine erfolgreiche Biergarten-Tournee. Zusätzlich brachten sie ihr erstes Best-of-Album mit dem Titel „Rock Mi - Die größten Hits“ heraus.
2022 erweiterte die Gruppe ihr Repertoire auch um Weihnachts- und Wintersongs und startete ihre erste „Winterstadl Tour“ 2022. Aufgrund des großen Erfolges wurde diese Tour 2023 wiederholt. Ab November tourt die Band mit ihrer fünften Solotournee, der „Burning Lederhos’n Tour 2024“.
Voxxclub hat sich nicht nur im deutschsprachigen Raum, sondern auch international einen Namen gemacht. Insbesondere in Brasilien sind sie sehr beliebt. Dort waren sie schon fünfmal zu Gast und traten vor bis zu 20.000 Gästen auf. Auch in China war die Band schon zu Gast. Bereits seit 2014 engagiert sich die Gruppe auch als Botschafter für die JoséCarreras Leukämie-Stiftung und sind dabei insgesamt viermal bei der Benefiz-TV-Gala zu Gunsten der Stiftung aufgetreten.

## Diskografie

### Studioalben
| Jahr | Titel             | Höchstplatzierung, Gesamtwochen, AuszeichnungChartplatzierungen (Jahr, Titel, Platzierungen, Wochen, Auszeichnungen, Anmerkungen) | Höchstplatzierung, Gesamtwochen, AuszeichnungChartplatzierungen (Jahr, Titel, Platzierungen, Wochen, Auszeichnungen, Anmerkungen) | Höchstplatzierung, Gesamtwochen, AuszeichnungChartplatzierungen (Jahr, Titel, Platzierungen, Wochen, Auszeichnungen, Anmerkungen) | Anmerkungen                              |
| Jahr | Titel             | DE | AT | CH | Anmerkungen                              |
| ---- | ----------------- | --- | --- | --- | ---------------------------------------- |
| 2013 | Alpin.            | DE27 Platin · (43 Wo.)DE | AT15 Platin · (67 Wo.)AT | CH49 (3 Wo.)CH | Erstveröffentlichung: 15. März 2013      |
| 2014 | Ziwui             | DE5 Gold · (18 Wo.)DE | AT7 Gold · (26 Wo.)AT | CH17 (9 Wo.)CH | Erstveröffentlichung: 12. September 2014 |
| 2016 | Geiles Himmelblau | DE9 (9 Wo.)DE | AT6 (8 Wo.)AT | CH15 (3 Wo.)CH | Erstveröffentlichung: 26. Februar 2016   |
| 2017 | Donnawedda        | DE7 (21 Wo.)DE | AT4 (18 Wo.)AT | CH16 (17 Wo.)CH | Erstveröffentlichung: 29. Dezember 2017  |
| 2020 | Wieder dahoam     | DE5 (4 Wo.)DE | AT12 (4 Wo.)AT | CH10 (2 Wo.)CH | Erstveröffentlichung: 10. Januar 2020    |

### Kompilationen
| Jahr | Titel                      | Höchstplatzierung, Gesamtwochen, AuszeichnungChartplatzierungen (Jahr, Titel, Platzierungen, Wochen, Auszeichnungen, Anmerkungen) | Höchstplatzierung, Gesamtwochen, AuszeichnungChartplatzierungen (Jahr, Titel, Platzierungen, Wochen, Auszeichnungen, Anmerkungen) | Höchstplatzierung, Gesamtwochen, AuszeichnungChartplatzierungen (Jahr, Titel, Platzierungen, Wochen, Auszeichnungen, Anmerkungen) | Anmerkungen                              |
| Jahr | Titel                      | DE | AT | CH | Anmerkungen                              |
| ---- | -------------------------- | --- | --- | --- | ---------------------------------------- |
| 2020 | Rock mi – Die größten Hits | DE20 (5 Wo.)DE | AT12 (3 Wo.)AT | CH25 (5 Wo.)CH | Erstveröffentlichung: 18. September 2020 |

### Singles
| Jahr | Titel Album    | Höchstplatzierung, Gesamtwochen, AuszeichnungChartplatzierungen (Jahr, Titel, Album, Platzierungen, Wochen, Auszeichnungen, Anmerkungen) | Höchstplatzierung, Gesamtwochen, AuszeichnungChartplatzierungen (Jahr, Titel, Album, Platzierungen, Wochen, Auszeichnungen, Anmerkungen) | Höchstplatzierung, Gesamtwochen, AuszeichnungChartplatzierungen (Jahr, Titel, Album, Platzierungen, Wochen, Auszeichnungen, Anmerkungen) | Anmerkungen                                               |
| Jahr | Titel Album    | DE | AT | CH | Anmerkungen                                               |
| ---- | -------------- | --- | --- | --- | --------------------------------------------------------- |
| 2013 | Rock mi Alpin. | DE44 Platin · (22 Wo.)DE | AT32 Gold · (28 Wo.)AT | CH73 (1 Wo.)CH | Erstveröffentlichung: 2013 Original: Alpenrebellen (1996) |

Weitere Singles
- 2013: Woll ma Tanzn gehn
- 2013: Juchee auf der hohen Alm (Original: Münchner Zwietracht, 1991)
- 2013: Wild’s Wasser (Original: Die Seer, 1999)
- 2013: Ewige Liebe (Original: Mash, 2000)
- 2014: Ziwui
- 2017: Donnawedda
- 2018: I mog di so
- 2019: Anneliese

## Auszeichnungen
- smago! Award
  - 2013: Shooting Star des Jahres
  - 2016: Erfolgreichste Gruppe Volxpop
  - 2019: Erfolgreichste junge Volksmusikband 2018[31]
  - 2020: Träger des Goldenen Spatzen

- Die Eins der Besten
  - 2014 und 2015

- Mein Star des Jahres
  - 2014: Bester Volksmusikstar